# Ophiorrhiza winkleri
Ophiorrhiza winkleri är en måreväxtart som beskrevs av Theodoric Valeton. Ophiorrhiza winkleri ingår i släktet Ophiorrhiza och familjen måreväxter. Inga underarter finns listade i Catalogue of Life.